# Allie DiMeco
Alexandra Jean DiMeco (12 de junio de 1992, Connecticut, Estados Unidos) es una ex actriz y ex multinstrumentista estadounidense.

## En Naked Brothers Band
Fue la bajista de la banda The Naked Brothers Band, y en la serie con el mismo nombre representa el papel de Rosalina. Sabe tocar cuatro instrumentos, un poco de chelo, el bajo, la guitarra y la batería, [cita requerida] aunque en el papel de Rosalina sabe tocar diez instrumentos.
Al inicio de la 3.ª temporada de los Naked Brother Band gana un viaje en crucero por todo el mundo donde abandona a su novio, Nat Wolff y a su banda.

## Carrera
Desde los 5 años es modelo. Ha estado en distintas campañas publicitarias.
Y también en comerciales. El último comercial que realizó fue para la empresa LG, promocionando el nuevo celular LG Ponder, desempeñó el rol de Rosalina, en la serie de televisión de Naked Brothers Band.
En diciembre de 2010 debió mudarse a Sherman Oaks, California, para desempeñar una audición muy prometedora para su futuro.
Para ello debió dejar su escuela en Connecticut, y sus amigos de allá. Se educó en su casa con tutores, y tomaba algunas clases en una escuela cercana que le permitía tener horarios más favorables para su apretada agenda.
Se graduó en la misma escuela en junio de 2010, anunciando su retiro de la música y la actuación, en ese mismo año ingresó a la FIU, (Universidad Internacional de Florida) en la que se graduó en 2014.
Al finalizar sus estudios en 2014 anunció su compromiso con el abogado de 43 años llamado Harold Howard, sin embargo decidió no dar más declaraciones y dijo que no hablaría más de su vida personal.

## Carrera como actriz
Comenzó actuando a los cinco años. Junto a The Naked Brothers Band filmó las siguientes películas:
- The Naked Brothers Band: The Movie (2005).
- The Naked Brothers Band (2007).
- The Naked Brothers Band: Battle of the Bands (2007).
- The Naked Brothers Band: Sidekicks (2008).
- The Naked Brothers Band: Polar Bears (2008).
- The Naked Brothers Band: Mystery Girl (2008).
- The Naked Brothers Band: Operation Mojo (2008).
- The Naked Brothers Band: Naked idol (2008)
- The Naked Brothers Band: The premiere(2008)
- The Naked Brothers Band: no school fools days (2008)